# I-30 (U-Boot)
I-30 (japanisch 伊30, kurz für: 伊号第三十潜水艦 I-gō dai-san-jū sensuikan), Turmkennzeichnung イ30, war ein U-Boot der I-15-Klasse (U-Kreuzer) der Kaiserlich Japanischen Marine. Sein Deckname war „Kirschblüte“ (桜 sakura), von der deutschen Kriegsmarine auch „U-Kirschblüte“ genannt.
Es wurde während des Zweiten Weltkriegs eingesetzt und unternahm im Jahr 1942 im Rahmen der Yanagi-Missionen als erstes japanisches U-Boot überhaupt eine erfolgreiche Fahrt ins deutsch besetzte Frankreich. Auf der Rückfahrt nach Japan machte es einen Zwischenstopp in Singapur. Dort vor dem Hafen lief es auf eine Mine und sank.

## Geschichte
Nach Kiellegung am 7. Juni 1939 noch unter der Bezeichnung I-35 auf der Marinewerft in Kure fand der Stapellauf am 17. September 1940 statt. Am 31. Oktober 1941 wurde das Boot dem Kommando von Kapitänleutnant Endō Shinobu (遠藤 忍) unterstellt und am folgenden Tag in I-30 umbenannt. Die Fertigstellung wurde am 28. Februar 1942 abgeschlossen.
Am 11. April 1942 lief I-30 von Kure zu seiner ersten Fahrt mit Ziel Penang in Malaysia aus. Am 16. April 1942 wurde es dem von Kapitän Ishizaki Noboru befehligten Verband unterstellt, der noch aus dem U-Boot I-10 als Flaggschiff sowie I-16, I-18 und I-20 bestand und durch die beiden Hilfskreuzer Aikoku Maru und Hōkoku Maru begleitet wurde. Am 20. April erreicht I-30 plangemäß Penang.
Am 22. April 1942 lief es wieder aus und bildete zusammen mit der Aikoku Maru die Vorhut des Verbandes, der an der afrikanischen Ostküste operieren sollte. Am 25. April ergänzte es die Treibstoffvorräte von seinem Begleitschiff und am 29. April folgten die anderen Boote des Verbandes mit gleichem Operationsziel. In der Zeit bis zum 18. Juni unternahm es diverse Operationen gegen Schiffe der Royal Navy in den Seegebieten um Madagaskar, bevor es dort noch einmal durch die Aikoku Maru mit Treibstoff versorgt wurde und anschließend zur Yanagi-Mission nach Frankreich aufbrach.
Am 30. Juni umrundete I-30 das Kap der Guten Hoffnung, durchfuhr danach den Atlantik von Süd nach Nord und erreichte am 2. August die Biskaya. Unter Luftschutz durch Junkers Ju 88 der deutschen Luftwaffe und etwas später unter Geleitschutz durch einen Sperrbrecher und mehrere Minenräumer der Kriegsmarine lief es am 5. August wohlbehalten im Stützpunkt Lorient ein und wurde damit zum ersten japanischen U-Boot, das während des Zweiten Weltkriegs Europa erreichte.
Für den Kommandanten Endo und seine Besatzung gab es einen feierlichen Empfang mit Spalier und Blasmusik. Angeführt wurde das Empfangskomitee durch den Oberbefehlshaber der Kriegsmarine, Großadmiral Erich Raeder, sowie den Befehlshaber der Unterseeboote, Admiral Karl Dönitz, und den japanischen Marineattaché in Deutschland, Kapitän Yokoi Tadao. Etwas später wurde die wertvolle Fracht gelöscht. Dazu gehören etwa 2 t Glimmer und 1 t Schellack sowie Blaupausen des japanischen Typ 91-Lufttorpedos. Der deutlich modernere sauerstoffgetriebene Typ 95-Torpedo wurde den Deutschen vorerst noch verheimlicht und erst ein Jahr später durch I-8 überbracht. Am Folgetag, dem 6. August, wurde ein offizielles Festbankett in der Großen Halle des ehemaligen französischen Marinearsenals in Lorient ausgerichtet. Wenige Tage später wurde Kapitän Endo sogar in Berlin von höchster Stelle empfangen und ausgezeichnet.
Nach Reparatur- und Wartungsarbeiten, es erhielt einen neuen (grauen) Anstrich und eine deutsche 2-cm-Vierlings-Flak zur eigenen Flugabwehr, legte I-30 am 22. August 1942 wieder ab. Mit an Bord war ein japanischer Ingenieur als Passagier sowie Blaupausen des deutschen Funkmessgeräts Würzburg samt einem funktionsfähigen Exemplar, außerdem fünf deutsche G7a-Lufttorpedos und drei G7e-Elektrotorpedos, fünf Torpedovorhalterechner, 240 Stück Täuschkörper („Bolde“), Raketen- und Segelflugbomben, Panzerabwehrkanonen, Feuerleitsysteme, 2-cm-Flak-Geschütze, Industriediamanten sowie 50 Stück damals hochgeheime Chiffriermaschinen Modell Enigma-T.
Auf seiner Rückfahrt umrundete I-30 am 22. September zum zweiten Mal das Kap der Guten Hoffnung. Drei Tage später meldete die deutsche Propaganda, dass sich ein japanisches U-Boot den im Atlantik operierenden deutschen U-Booten angeschlossen hatte. Am frühen Morgen des 8. Oktober lief I-30 glücklich wieder in Penang ein. Konteradmiral Hoshina Zenshirō, Chef der Logistikabteilung der Marine, forderte zehn Exemplare der Enigma-T zur Verwendung durch sein Hauptquartier in Singapur an. Nach Versorgung mit Proviant und Treibstoff fuhr I-30 abends am 11. Oktober weiter mit Ziel Singapur, das in der Nacht zum 13. Oktober erreicht wurde.
Hier wurden die verlangten zehn Enigmas übergeben. Am Nachmittag desselben Tages lief I-30 wieder aus, traf nach nur wenigen Kilometern auf eine britische Seemine und sank schnell (Lage). Dabei starben dreizehn Besatzungsmitglieder. Die restlichen 97, inklusive Kommandant, wurden gerettet. Ein Teil der Ladung konnte geborgen werden, aber die noch an Bord befindlichen vierzig Enigma-Maschinen, das Funkmessgerät, ebenso wie die Pläne dazu, waren verloren. Vier Monate später wurden die Deutschen vom Verlust der Enigma-T-Modelle unterrichtet.